# 第二届澳门国际电影节
第二届澳门国际电影节（英語：2nd Macau International Movie Festival）于2010年12月7日在澳门威尼斯人酒店举行，评委会成员主要是张会军、韩生、戴立忍、鲍起静、刘馨。本次最大赢家是《康定情歌》。

## 提名与奖项
| 最佳影片 - 《弹簧床先生》 - 《查理的情人》（美国） - 《野草莓》 - 《我和你》                                                             | 最佳导演 - 陈兵《野草莓》 - 杰西·约翰逊《查理的情人》 - 扈耀之《我和你》 - 徐静蕾《杜拉拉升职记》                                                                    |
| 最佳男主角 - 苏有朋《康定情歌》 - 彭于晏《近在咫尺》 - 英達《我和你》 - 邱彦翔《弹簧床先生》                                             | 最佳女主角 - 苑新雨《近在咫尺的爱恋》 - 黄圣依《寻找刘三姐》 - 曾珮瑜《与爱别离》 - 居文沛《康定情歌》 - 苏慧伦《我和你》                                            |
| 最佳男配角 - 张信哲《我和你》 - 魏宗万《寻找刘三姐》 - 李立群《我的唐朝兄弟》 - 黄渤《寻找微尘》                                         | 最佳女配角 - 谢润《康定情歌》 - 刘孜《我和你》 - 车永莉《寻找刘三姐》 - 莫文蔚《杜拉拉升职记》                                                                       |
| 最佳新演员 - 周楚楚《野草莓》 - 爱新觉罗·启星《康定情歌》 - 邱彦翔《弹簧床先生》 - 苑新雨《近在咫尺的爱恋》                              | 最佳导演新人 - 杨树鹏《我的唐朝兄弟》 - 徐佳慧《H2O》 - 戴泰龙《弹簧床先生》                                                                                         |
| 最佳摄影 - 弗朗兹·帕格特《真爸爸假爸爸》（英国） - 董大欣《十里红妆》 - 简立威《杜拉拉升职记》 - 史岳《野草莓》                          | 最佳音乐 - 刘卫·特斯卡《给我讲个故事吧》（保加利亚） - 李宜苍、不浪·尤干、达绍·瓦旦《灵魂的旅程》 - 和德华《浪漫的心》 - 《阿丽莎的生日》（俄罗斯）                  |
| 最佳纪录片 - 朱全斌《圣与罪》 - 王志成《三生有幸》 - 《屋顶》（俄罗斯） - 吴汰纴《日落大梦》 - 王清仁《博弈》 - 《十字架和横幅》（法国） | 最佳动画片 - 张荣贵《靠岸》 - 《我的童年奇妙之树》（俄罗斯） - 张徐展《未来不是未来》 - 张淑满《妹妹背着洋娃娃》 - 《玛莎和熊》（俄罗斯） - 《霍莉和多莉》（俄罗斯） |
| 最佳短片 - 《春之男》（俄罗斯） - 詹凯迪《休学》 - 潘欣如《一天》 - 徐佳慧《H2O》 - 江宗杰《油车口》 - 王诠胜《早餐》                    | 最佳编剧 - 裴蓓《天上人》 - 崔子恩、陈兵《野草莓》 - 玲子《幸福并不遥远》 - 程孝泽《近在咫尺的爱恋》                                                                 |
| 澳门电影星火奖 - 周钜宏《错过的美丽时光》                                                                                                | |